# Eudistoma plumbeum
Eudistoma plumbeum is een zakpijpensoort uit de familie van de Polycitoridae. De wetenschappelijke naam van de soort is voor het eerst geldig gepubliceerd in 1877 door Della Valle.